# Templo de Nuestra Señora de la Merced (Puebla)

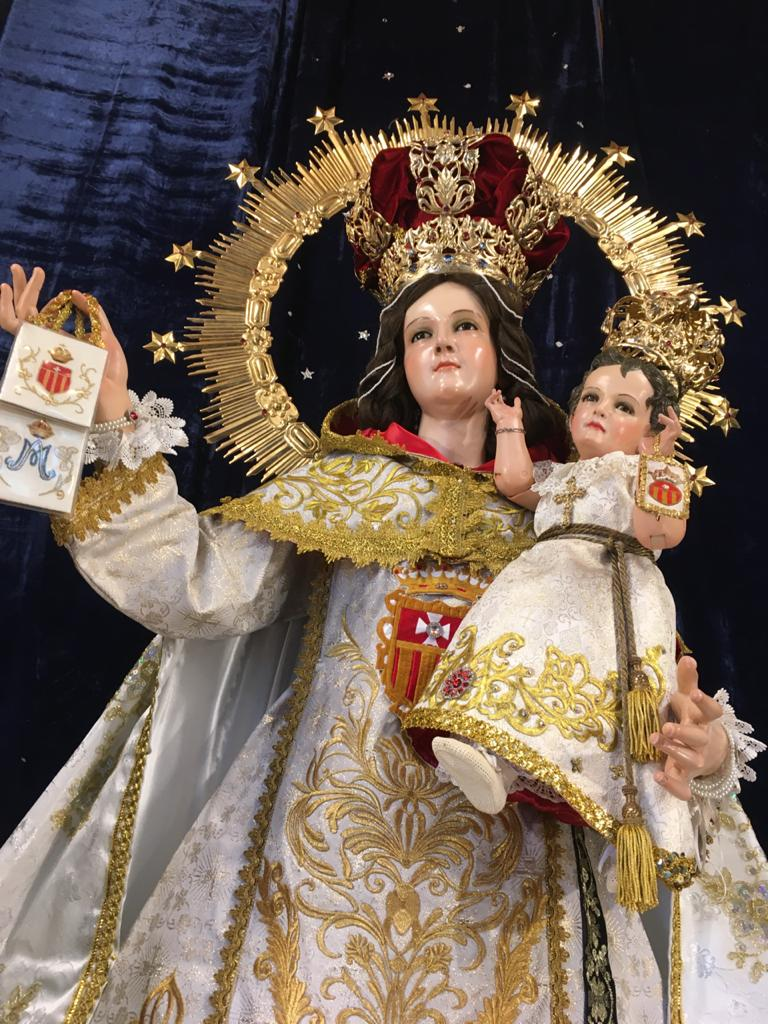
Imagen Principal de Nuestra Señora de la Merced que se encuentra dentro de su camarín en el Altar Mayor.

El Templo de Nuestra Señora de la Merced es un edificio para el culto católico que pertenece a la Arquidiócesis de Puebla de los Ángeles en la Ciudad de Puebla. Se encuentra a cargo de los Frailes Mercedarios pertenecientes a la Provincia Mercedaria Mexicana de la Natividad de la Virgen María. Es un templo de estilo barroco que data del siglo XVII y está dedicado a la Virgen de la Merced.

## Historia
La orden de los mercedarios llegó a Puebla en 1598. Comenzaron la edificación de un monasterio en la ermita de los santos Cosme y Damián, la cual recibieron por parte del obispo Diego Romano. El templo es dedicado en 1659, recibiendo el nombre de «Convento de San Cosme y San Damián de la Real y Militar Orden de la Merced y la Redención de los cautivos». El edificio monacal tenía la función de hospital para los indígenas.
El templo tuvo daños por el sismo del 19 de septiembre de 2017, por lo que estuvo en una etapa de restauración, hasta el 2018.

## Estilo arquitectónico

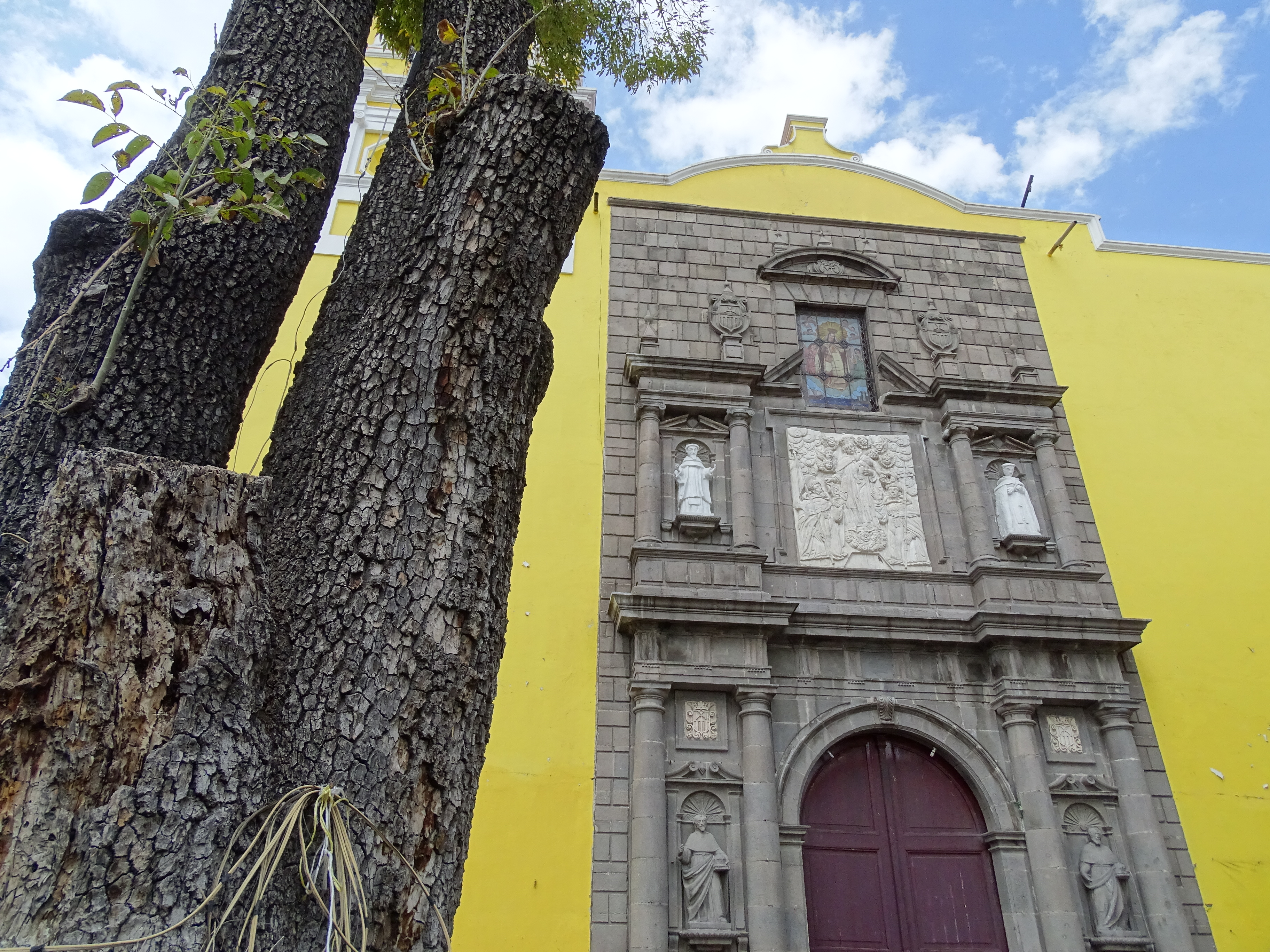
Fachada del Templo de Nuestra Señora de la Merced.

La fachada de cantera tiene dos cuerpos y un remate; pero el conjunto destaca sobre un gran muro de sillares o piedras labradas en cuatro conjunturas rehundidas. En estas se encuentran esculturas de San Damián, San Cosme, San Pedro Armengol y San Ramón Nonato. En el segundo cuerpo, al centro, está representada la Virgen de la Merced cargando al niño, en un relieve.
El templo posee tres naves. A  los lados del altar se observan dos enormes lienzos que muestran la genealogía de Santos y Santas mercedarios, que contribuyen con su presencia a enriquecer la herencia iconográfica de puebla.
El altar mayor es de estilo neoclásico, en el interior del Camarín se encuentra la imagen de Nuestra Señora de la Merced, obra atribuida al taller de Los Cora. Como parte de su patrimonio pictórico, a los lados del altar hay lienzos que muestran la genealogía de los santos y santas de los mercedarios.
En los Altares Laterales se encuentran las imágenes de San Serapio, San Pedro Armengol, San Pedro Pascual y la Beata Mariana de Jesús.

### Torre del Campanario
La torre original constaba de dos cuerpos y fue derribada hacia 1872 durante el Sitio de Puebla. La torre alberga 5 campanas.

## Túneles y tumbas
El 12 de julio de 2018, fueron encontrados tumbas y túneles en el templo. Sobre los túneles, se dice que posiblemente estén conectados con otros templos de la ciudad, como el de La Compañía, San Agustín y San Francisco.

## Galería

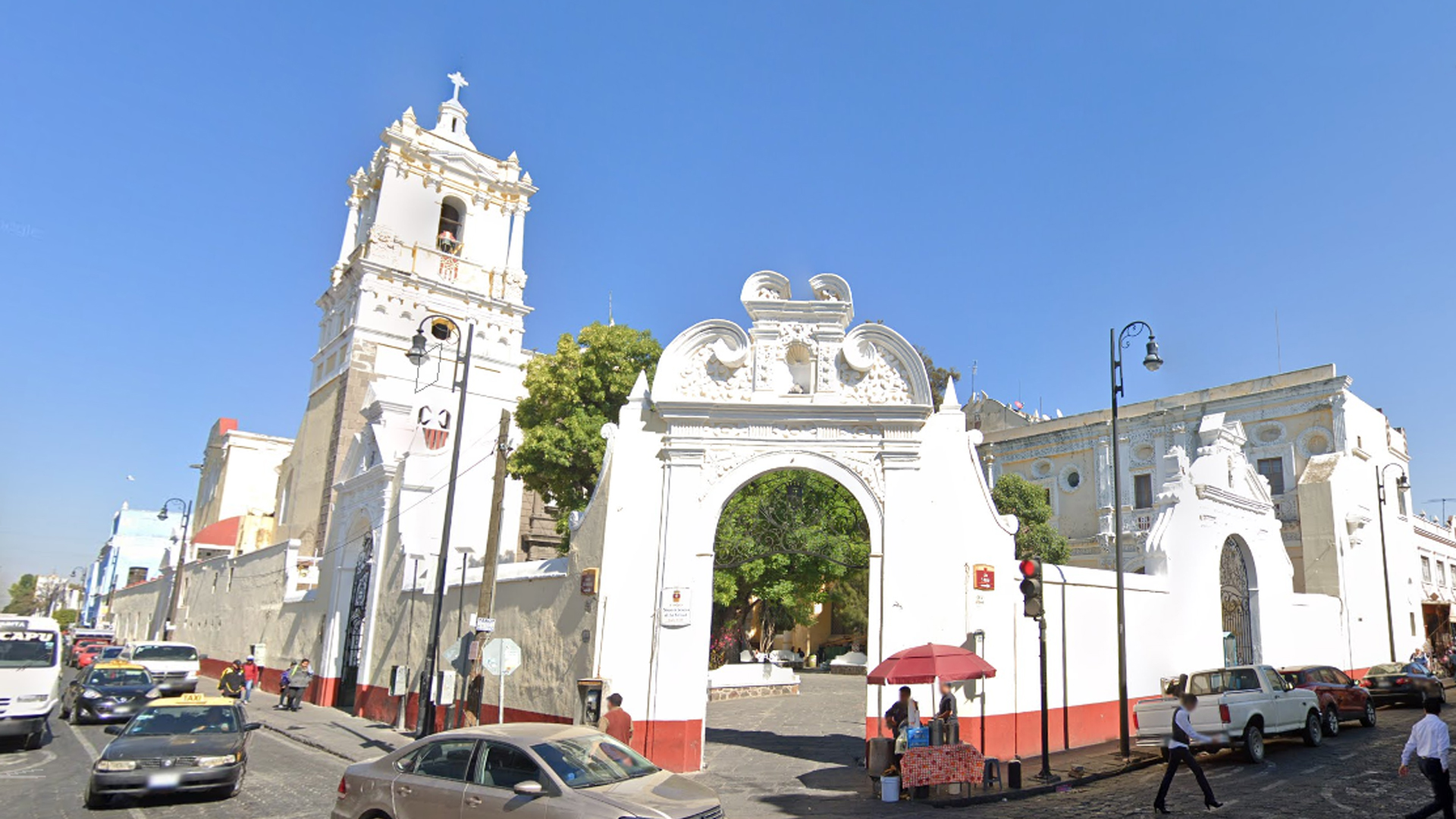
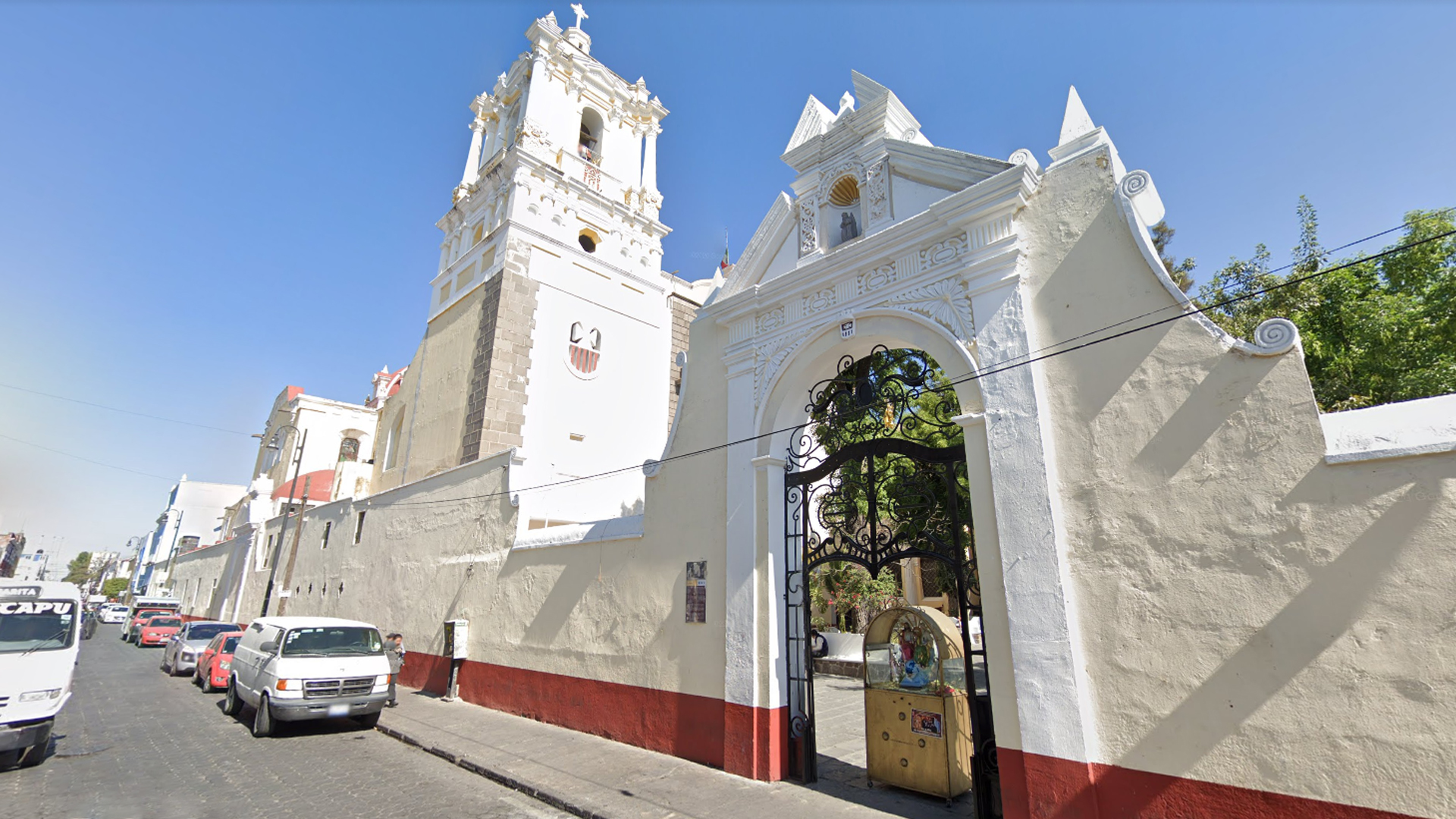